# Irena Dołgow-Ciring
Irena Dołgow-Ciring (ur. 20 grudnia 1914 w Tomsku (Rosja), zm. 25 lipca 1987 w Szczecinie) – skrzypaczka, solistka kompozytorka, pedagog muzyczny.

## Działalność artystyczna i pedagogiczna
Ukończyła konserwatorium w Leningradzie. Od roku 1946 związana ze Szczecinem. Współpracowała z Polskim Radiem Szczecin, agencjami artystycznym Artos i Estrada. Była skrzypaczką, w latach 1952-1959 koncertmistrzem Orkiestry Symfonicznej Filharmonii Szczecińskiej. Od roku 1959 do końca życia nauczała w Państwowej Szkole Muzycznej II stopnia obecnie Zespół Szkół Muzycznych im. Feliksa Nowowiejskiego. Podczas pracy pedagogicznej napisała wiele utworów pedagogicznych dla młodzieży szkół muzycznych. Wykształciła wielu znakomitych skrzypków.

## Działalność kompozytorska
Pisała kompozycje głównie na instrumenty smyczkowe. Pisała duety na skrzypce i altówkę, tria i kwartety smyczkowe. W swoim dorobku ma również scherzo na fortepian i orkiestrę, miniatury fortepianowe, pieśni chóralne i solowe do słów A.Puszkina, W.Broniewskiego oraz T.Karpowicza. Napisała również walc na skrzypce i orkiestrę wykonywany w Filharmonii Szczecińskiej. 